# IIe concile de Tolède
Le deuxième concile de Tolède s'est tenu à Tolède, dans le royaume Wisigothique, actuelle Espagne, en 527 ou 531, l'année de la mort du roi wisigoth Amalaric. Ce concile fut autorisé par Amalaric qui permit aux évêques des régions espagnoles de se rassembler.

## Participants
Le concile fut présidé par l'évêque local, Montanus (ou Montà) et cinq évêques y participent.

## Déroulement
Le concile débute le 17 mai 527. Montanus termine le concile en écrivant deux lettres :
- l'une destinée aux évêques du territoire de Palenza, les mettant en garde de ne pas usurper les fonctions épiscopales, de n'appeler que lui pour la consécration des églises et condamnant le priscillanisme[1].
- la deuxième est adressée au gouverneur de la province, le priant de maintenir son autorité sur les évêques et de garantir leurs droits[1].

## Canons
Le sujet principal du concile concernait l'Arianisme. Cinq canons sont proclamés :
- 1er canon : décrit la feuille de route des ecclésiastiques destinés à la fonction dès leur plus jeune âge,
- 2e canon : les futurs ecclésiastiques ne peuvent se détourner de l'église à laquelle ils se sont promis,
- 3e canon : interdiction pour les clercs d'avoir chez eux des femmes qui ne seraient pas de leur famille,
- 4e canon : édicte les règles de jouissance pour les clercs affectés aux métairies et aux vignobles,
- 5e canon : Interdiction du mariage entre membres d'une même famille, quel que soit le degré connu.